# Prozessionsaltar (Reiterswiesen, Kissinger Straße 74)

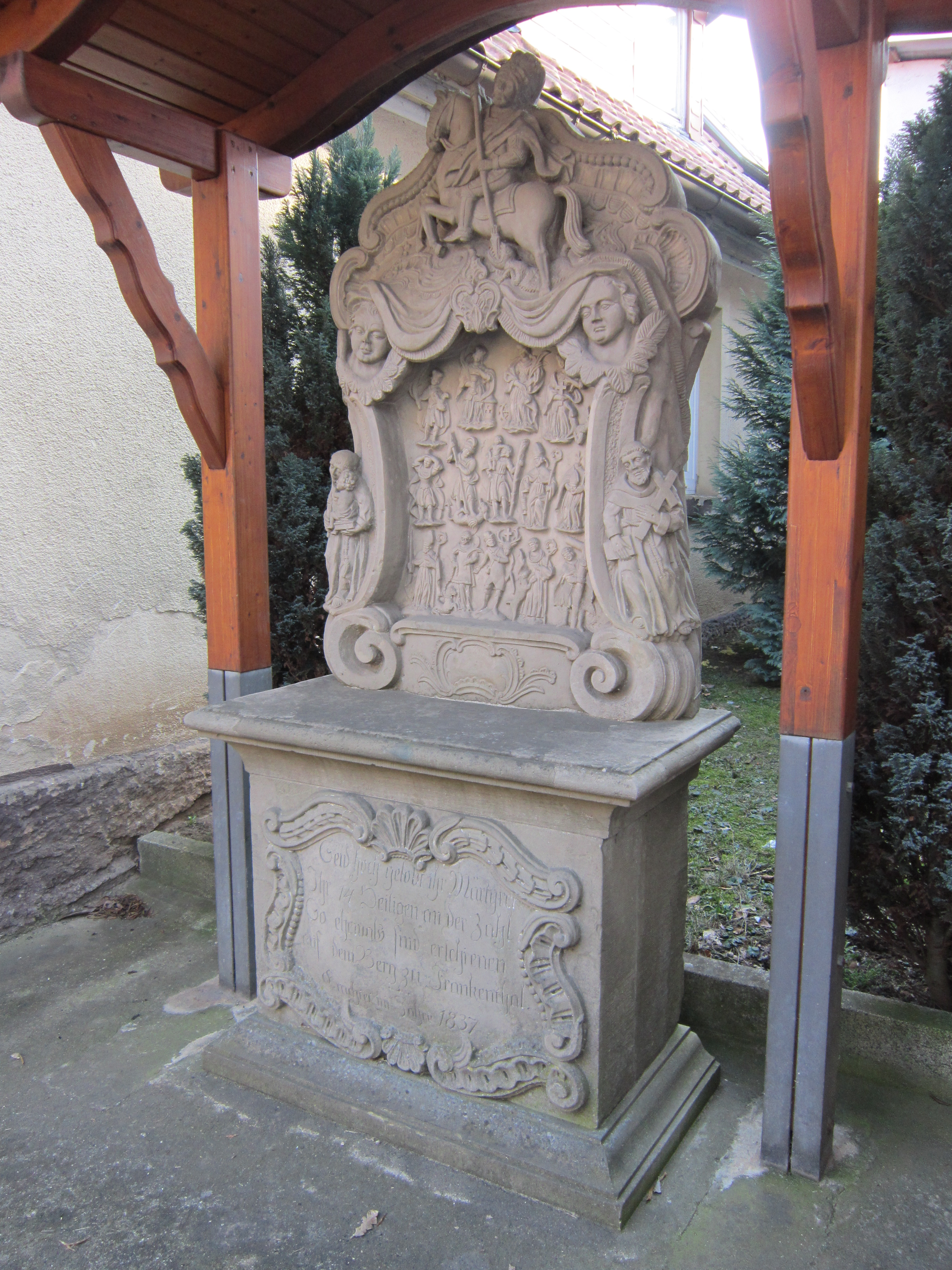
Prozessionsaltar, Kissinger Straße 74, Reiterswiesen

Der Prozessionsaltar mit der Adresse Kissinger Straße 74 befindet sich in Reiterswiesen, einem Stadtteil von Bad Kissingen, der Großen Kreisstadt des unterfränkischen Landkreises Bad Kissingen. Er gehört zu den Bad Kissinger Baudenkmälern und ist unter der Nummer D-6-72-114-233 in der Bayerischen Denkmalliste registriert.

## Beschreibung
Der Prozessionsaltar besteht aus Sandstein und ist 243 cm hoch. Er entstand laut der Datierung in einer Kartusche im Jahr 1837.
Auf der schmalen Altarmensa zum Abstellen der Monstranz steht das barockisierende Retabel. Es wird flankiert von den beiden Franziskanerheiligen Franz von Assisi, erkennbar am Kreuz und an den Stigmata, und Antonius von Padua mit dem Jesuskind und bekrönt vom hl. Georg. Die von einer Draperie umgebene innere Bildfläche zeigt die vierzehn Nothelfer mit dem hl. Christophorus mit dem Jesuskind auf den Schultern als Zentralfigur.
Auf der Vorderseite zeigt eine Schriftkartusche folgende Inschrift:

„Seid hochgelobt ihr Märtyrer

Ihr 14 Heiligen an der Zahl

So ehemals sind erschienen

auf dem Berg zu Frankenthal.

Errichtet im Jahr 1837“

Auf der Rückseite des Prozessionsaltars befindet sich in einem geglätteten Oval die Stifterinschrift:

„Gott/zu Ehren/Gestiftet

Georg Greubel/u.d.E.f.r.

Barbara/dann der Vater

Georg Kiesel“